# USS Turner Joy (DD-951)
USS Turner Joy (DD-951) là một tàu khu trục lớp Forrest Sherman từng hoạt động cùng Hải quân Hoa Kỳ trong giai đoạn Chiến tranh Lạnh. Nó là chiếc tàu chiến duy nhất của Hải quân Hoa Kỳ được đặt cái tên này, theo tên Đô đốc Charles Turner Joy (1895-1956), người từng tham gia Chiến tranh Thế giới thứ hai và đảm nhiệm Tư lệnh Hải quân Viễn Đông trong cuộc Chiến tranh Triều Tiên. Nó đã dành phần lớn quãng đời hoạt động để phục vụ tại khu vực Thái Bình Dương và Viễn Đông, từng tham gia cuộc Chiến tranh Việt Nam và là một trong hai tàu chiến đa đóng vai trò trực tiếp trong Sự kiện Vịnh Bắc Bộ. Được cho xuất biên chế vào năm 1982, con tàu hiện đang được bảo tồn như một tàu bảo tàng tại Bremerton, Washington. Turner Joy được tặng thưởng chín Ngôi sao Chiến trận do thành tích hoạt động tại Việt Nam.

## Thiết kế và chế tạo
Khi đưa vào hoạt động, lớp Forrest Sherman là những tàu khu trục Hoa Kỳ lớn nhất từng được chế tạo, dài 418 foot (127 m) và trọng lượng choán nước tiêu chuẩn 2.800 tấn (2.800 tấn Anh). Nguyên được thiết kế theo dự án SCB 85, chúng được trang bị ba pháo 5 inch (127 mm)/54 caliber trên ba tháp pháo đơn (một phía mũi, hai phía đuôi tàu), bốn pháo phòng không 3 inch (76 mm)/50 caliber trên hai tháp pháo đôi, cùng súng cối Hedgehog và ngư lôi chống ngầm.
Turner Joy được đặt lườn tại xưởng tàu của hãng Puget Sound Bridge and Dredging Company ở Seattle, Washington vào ngày 30 tháng 9, 1957. Nó được hạ thủy vào ngày 5 tháng 5, 1958, được đỡ đầu bởi bà Charles Turner Joy, vợ góa của đô đốc Joy, và nhập biên chế cùng Hải quân Hoa Kỳ tại Xưởng hải quân Puget Sound ở Bremerton, Washington vào ngày 3 tháng 8, 1959 dưới quyền chỉ huy của Hạm trưởng, Trung tá Hải quân Ralph Strafford Wentworth, Jr.

## Lịch sử hoạt động

### 1959 - 1964
Sau chuyến đi viếng thăm thiện chí đến các vùng biển Trung và Nam Mỹ và chạy thử máy huấn luyện ngoài khơi San Diego, California, Turner Joy bắt đầu đảm nhiệm vai trò soái hạm cho cả Hải đội Khu trục 13 và Đội khu trục 131 từ đầu năm 1960, đặt cảng nhà tại Long Beach, California. Nó cũng tham gia một đội đặc nhiệm chống tàu ngầm được hình thành chung quanh chiếc tàu sân bay Hornet (CV-12), và thực hành huấn luyện dọc theo vùng bờ biển California cho đến ngày 17 tháng 5, khi nó cùng đội đặc nhiệm lên đường hướng sang khu vực Tây Thái Bình Dương.
Sau các chặng dừng tại Trân Châu Cảng và Apra, Guam, Turner Joy làm nhiệm vụ canh phòng gần quần đảo Mariana dọc theo tuyến đường bay nhân chuyến viếng thăm của Tổng thống đến nhiều nước tại Châu Á. Con tàu sau đó ghé đến Apra và Philippines trước khi đi đến Bangkok, Thái Lan. Nó lại đi đến để tuần tra tại eo biển Đài Loan trong tháng 7 để thể hiện sự ủng hộ của Hoa Kỳ đối với một nước đồng minh, khi phía Trung Quốc, vin vào cớ chuyến viếng thăm Đài Loan của Tổng thống Eisenhower, để một lần nữa nả pháo xuống các đảo Kim Môn và Mã Tổ còn do phe Quốc dân Đảng chiếm đóng. Đến giữa tháng 8, nó tham gia các cuộc tập trận của Đệ Thất hạm đội ngoài khơi bờ biển Nhật Bản, rồi ghé đến Yokosuka, Nhật Bản trước khi lên đường quay trở về Hoa Kỳ.
Về đến Long Beach vào ngày 16 tháng 11, Turner Joy được đại tu và sau đó tham gia nhiều đợt thực hành huấn luyện cùng Đệ Nhất hạm đội dọc theo vùng bờ biển California. Đến tháng 10, 1961, nó được điều sang Đội khu trục 191 trực thuộc Hải đội Khu trục 19, và lại đảm nhiệm vai trò soái hạm cho cả hai đơn vị này. Nó rời Long Beach vào ngày 2 tháng 6, 1962, cùng một đội đặc nhiệm chống tàu ngầm được hình thành chung quanh tàu sân bay Hornet hướng sang Viễn Đông. Trên đường đi, đội đặc nhiệm đã huấn luyện phối hợp cùng Hải đội Đổ bộ 5 tại khu vực quần đảo Hawaii, và sau đó nó tham gia thành phần hộ tống cho tàu sân bay Hancock (CV-19) để hoạt động ngoài khơi bờ biển Đông Nam của đảo Honshū, Nhật Bản.
Trong lượt phục vụ thứ hai tại khu vực Tây Thái Bình Dương, Turner Joy tham gia nhiều cuộc tập trận của Đệ Thất hạm đội và với hải quân các nước đồng minh tại các vùng biển Nhật Bản, Thái Bình Dương về phía Đông Nhật Bản, và biển Đông. Sau một lượt thực hành huấn luyện cùng tàu sân bay Bon Homme Richard (CV-31), nó kết thúc lượt phục vụ khi đi đến Yokosuka, Nhật Bản vào đầu tháng 12. Con tàu khởi hành vào ngày 7 tháng 1, 1963 để bắt đầu hành trình quay trở về Hoa Kỳ, về đến vùng bờ Tây vào ngày 21 tháng 1. Nó được đại tu và tiếp tục thực hành huấn luyện cùng Đệ Nhất hạm đội tại vùng bờ Tây trong hơn một năm tiếp theo.
Vào ngày 13 tháng 3, 1964, Turner Joy khởi hành từ Long Beach cho đợt biệt phái hoạt động cùng Đệ Thất hạm đội tại khu vực Tây Thái Bình Dương. Nó ghé đến Trân Châu Cảng rồi gia nhập đội đặc nhiệm được hình thành chung quanh tàu sân bay Kitty Hawk (CV-63) để hoạt động tại vùng biển Philippine, rồi đi ngang qua biển Đông để đi đến Nhật Bản. Sau các lượt huấn luyện và viếng thăm các cảng, đến cuối tháng 7, nó được điều sang hoạt động cùng đội đặc nhiệm được hình thành chung quanh tàu sân bay Ticonderoga (CV-14), và tiến hành tuần tra dọc bờ biển Việt Nam, nơi một cuộc chiến tranh du kích đang diễn ra.

### Chiến tranh Việt Nam

#### Sự kiện Vịnh Bắc Bộ
Xế trưa ngày 2 tháng 8, 1964, trong lúc đang tiến hành một cuộc tuần tra DESOTO nhằm thu thập thông tin tình báo tín hiệu theo một kế hoạch do thám của Cơ quan An ninh Hoa Kỳ (NSA), tàu khu trục Maddox (DD-731) đã yêu cầu trợ giúp khi bị ba tàu phóng lôi P 4 của Đội ngư lôi 135 Hải quân Nhân dân Việt Nam tiếp cận. Maddox đã nổ súng trước, bắn pháo 5-inch vào các tàu Việt Nam, trong khi các tàu phóng lôi áp sát và phóng ngư lôi nhắm vào chiếc tàu khu trục trước khi rút lui. Bốn máy bay F-8 Crusader cất cánh từ tàu sân bay Ticonderoga đã đi đến để trợ giúp, bắn pháo và rocket vào các tàu phóng lôi, gây hư hại cho hai chiếc và đánh chìm một chiếc. Turner Joy, lúc này đang ở khu vực phụ cận, cũng đi đến để trợ giúp cho Maddox, nhưng các tàu phóng lôi đối phương đã rút lui vào lúc nó đi đến hiện trường. Nó được lệnh tháp tùng Maddox để tiếp tục hoạt động Tuần tra DESOTO vào ngày hôm sau.
Đến ngày 4 tháng 8, màn hình radar của Turner Joy bắt được những tín hiệu mà nó cho là những tàu cao tốc nhỏ đang tiếp cận từ khoảng cách rất xa; để đề phòng, hai chiếc tàu khu trục đã yêu cầu Ticonderoga hỗ trợ trên không. Đến đêm hôm đó, sóng phản xạ radar thể hiện các tàu phóng lôi Việt Nam đang hướng đến họ từ phía Tây và phía Nam. Turner Joy báo cáo thấy sóng của một hoặc hai quả ngư lôi hướng đến nó, nên đã mở hết tốc độ và chuyển hướng để né tránh, đồng thời khai hỏa nhắm vào những con tàu không rõ nhận dạng. Trong vòng hai giờ rưỡi, Turner Joy đã bắn 220 phát đạn pháo 5-inch, trong khi máy bay của Ticonderoga cũng bắn phá những mục tiêu được cho là các tàu phóng lôi Việt Nam. Báo cáo từ các con tàu cho biết họ đã đánh chìm ít nhất hai tàu phóng lôi và gây hư hại cho hai chiếc khác, và những tàu còn lại rút lui về phía Bắc.
Tuy nhiên việc kiểm tra lại dữ liệu radar và sonar trên cả hai chiếc Maddox và Turner Joy cho thấy không có cuộc tấn công nào xảy ra vào đêm 4 tháng 8; điều này phù hợp với thông tin từ phía Việt Nam sau khi chiến tranh chấm dứt. Hơn nữa, báo cáo của Đô đốc Moore cho Đô đốc Sharpe vào ngày 7 tháng 8 cho rằng: "Ảnh hưởng của thời tiết bất thường lên radar và đôi tai quá mức nhạy cảm của nhân viên vận hành sonar có thể là nguyên nhân của nhiều báo báo [về mục tiêu đối phương]." Rất có thể là, thời tiết xấu và điều kiện vận hành radar bất lợi, vốn là điều thường xảy ra tại vịnh Bắc Bộ, đã khiến phản xạ sóng radar hiện trên màn hình của Turner Joy, khiến hạm trưởng và thủy thủ đoàn của nó áp dụng những biện pháp phòng thủ sau khi trải qua những chạm trán hai ngày trước đó.
Dù sao đi nữa, Sự kiện Vịnh Bắc Bộ cũng trở thành cái cớ để phía Hoa Kỳ quyết định trả đũa. Tàu sân bay Constellation (CV-64) đi đến gia nhập cùng tại vịnh Bắc Bộ, và cùng tung ra Chiến dịch Mũi Tên Xuyên với 64 phi vụ ném bom nhắm vào các căn cứ tàu phóng lôi của Bắc Việt Nam, cũng như nhắm vào các kho dầu phục vụ hậu cần cho những căn cứ này. Máy bay của Constellation đã tấn công thị xã Hòn Gai, trong khi máy bay của Ticonderoga bắn phá Quảng Khê, Thanh Hóa; Vinh, Nghệ An; và cửa Gianh, Quảng Bình. Quan trọng hơn, sự kiện này đã khiến Quốc hội Hoa Kỳ thông qua Nghị quyết vịnh Bắc Bộ vào ngày 7 tháng 8, cho phép Tổng thống Lyndon B. Johnson tiến hành các hoạt động quân sự mà không cần tuyên chiến, mà thực chất là leo thang sự xung đột thành cuộc Chiến tranh Việt Nam.

#### Các hoạt động tiếp theo
Sau những sự kiện sôi động vào đầu tháng 8, Turner Joy quay trở lại những hoạt động thường lệ hơn trong biển Đông, rồi quay trở về Long Beach vào ngày 2 tháng 10. Nó đi vào xưởng tàu để đại tu từ ngày 18 tháng 12, káo dài trong ba tháng, và bắt đầu huấn luyện ôn tập ngoài khơi San Diego từ tháng 3, 1965. Rời Long Beach vào ngày 10 tháng 7, nó cùng Hải đội Khu trục 19 được phái sang Viễn Đông, gia nhập cùng Coral Sea (CV-43), rồi trong tháng 8 và tháng 9 đã phục vụ hộ tống cho chiếc tàu sân bay cũng như hoạt động như trạm canh phòng radar độc lập. Chuyển đến khu vực vịnh Thái Lan vào ngày 23 tháng 9, nó hoạt động bắn phá dọc bờ biển Nam Việt Nam, rồi đi đến căn cứ vịnh Subic, Philippines để được nghỉ ngơi và tiếp liệu.
Khi quay trở lại Việt Nam vào tháng 10, Turner Joy hoạt động dọc bờ biển suốt từ mũi St. Jacques cho đến Chu Lai. Vào ngày 25 tháng 9, nó bắn hải pháo hỗ trợ cho trận chiến trên bộ tại vùng phụ cận Chu Lai, và gặp phải một tai nạn nổ tháp pháo 5-inch khiến ba thủy thủ tử trận và bị thương thêm ba người khác. Con tàu phải rút lui khỏi hỏa tuyến, đưa những người bị thương lên bờ tại Đà Nẵng rồi đi sang vịnh Subic để sửa chữa. Một tuần sau đó nó gia nhập cùng tàu sân bay Ticonderoga để hoạt động trong biển Đông, rồi ghé thăm các cảng Hong Kong và Yokosuka, Nhật Bản. Nó quay trở lại vùng chiến sự vào cuối năm 1965, và đến ngày 3 tháng 1, 1966 đã quay trở lại cùng Ticonderoga tại biển Đông trong vai trò canh phòng máy bay. Nó hoạt động tại Trạm Yankee cho đến ngày 14 tháng 1, khi nó lên đường quay trở về Long Beach ngang qua vịnh Subic.
Về đến bờ Tây Hoa Kỳ vào ngày 1 tháng 2, Turner Joy đi vào xưởng tàu hai tuần sau đó để đại tu, và tiếp tục bảo trì, sửa chữa chữa và huấn luyện cho đến cuối tháng 5. Nó ra khơi vào ngày 11 tháng 6 cho một chuyến thực tập huấn luyện dành cho học viên sĩ quan, và đã đi đến Trân Châu Cảng, Seattle và San Francisco, kết thúc khi về đến Long Beach vào ngày 29 tháng 7. Con tàu lại viếng thăm Seattle trong mùa Hè, rồi đến tháng 10 đã tham gia cuộc Tập trận Baseline II. Nó khởi hành từ Long Beach vào ngày 18 tháng 11 cho lượt hoạt động tiếp theo tại Viễn Đông, ghé qua Trân Châu Cảng, Midway và Guam trước khi đi đến cảng Cao Hùng, Đài Loan vào ngày 11 tháng 12.
Rời cảng Cao Hùng bốn ngày sau đó, Turner Joy đi đến vùng tránh nhiệm của Quân đoàn II tại Nam Việt Nam, đến nơi vào ngày 18 tháng 12, và hoạt động bắn hải pháo hỗ trợ cho cuộc chiến đấu trên bộ của lực lượng Hoa Kỳ và Nam Việt Nam. Nó rời vùng chiến sự vào ngày 17 tháng 1, 1967, đi sang Philippines để bảo trì trong hai tuần cùng năm ngày nghỉ phép tại Hong Kong, rồi quay trở lại vùng chiến sự vào ngày 10 tháng 2. Nó lại tiếp tục nhiệm vụ hỗ trợ hỏa lực, nhưng tại vùng tránh nhiệm của Quân đoàn I, cho đến ngày 3 tháng 3, khi nó lên đường đi sang Sasebo, Nhật Bản để bảo trì cặp bên mạn tàu sửa chữa Jason (AR-8) trong chín ngày.
Quay trở lại vùng biển ngoài khơi Bắc Việt Nam vào ngày 21 tháng 3, Turner Joy tham gia các hoạt động trong khuôn khổ Chiến dịch Sea Dragon nhằm ngăn chặn việc vận chuyển vũ khí và tiếp liệu từ Bắc Việt Nam vào Nam Việt Nam. Cho dù hoạt động chính là đánh phá các tàu vận tải ven biển, nó cũng nả pháo xuống mục tiêu là các tuyến đường giao thông ven biển. Trong một đợt bắn phá vào ngày 7 tháng 4, con tàu trúng đạn pháo bờ biển đối phương phản công, một quả đạn gây hư hại dàn ăn-ten radar và một quả đạn khác làm hư hại phía đuôi tàu và khiến một thủy thủ bị thương. Nó vẫn tiếp tục hoạt động cho đến khi được tàu khu trục Australia HMAS Hobart (D39) thay phiên vào ngày 16 tháng 4.
Đi đến vịnh Subic vào ngày 18 tháng 4, Turner Joy vào ụ tàu để sửa chữa những hư hại, và đồng thời được bảo trì cặp bên mạn tàu tiếp liệu khu trục Piedmont (AD-17) hầu chuẩn bị cho chuyến viếng thăm Australia và New Zealand nhân dịp kỷ niệm 25 năm Trận chiến biển Coral. Nó cùng tàu khu trục McKean (DD-784) rời vịnh Subic vào ngày 24 tháng 4, ghé qua đảo Manus, quần đảo Admiralty và Brisbane trước khi đi đến Melbourne vào ngày 8 tháng 5. Nó băng qua biển Tasman từ ngày 13 đến ngày 17 tháng 5 để viếng thăm Auckland, New Zealand và ở lại đây cho đến ngày 22 tháng 5. Khởi hành để quay trở về Hoa Kỳ, nó cùng McKean viếng thăm Pago Pago, Samoa thuộc Mỹ trên đường đi trước khi gia nhập lại cùng Gridley (DLG-21) và Maddox trong thành phần Hải đội Khu trục 19 vào ngày 26 tháng 5 trong chặng cuối của hành trình quay trở về Hoa Kỳ.